# Penny Dreadful (película)
Penny Dreadful es una película estadounidense de terror y suspenso de 2005, dirigida por Bryan Norton, que a su vez la escribió, musicalizada por Daniel Belardinelli, en la fotografía estuvo Austin F. Schmidt y los protagonistas son Emily Vacchiano, Sebastian La Cause, Betsy Palmer y Warrington Gillette, entre otros. El filme se estrenó el 15 de octubre de 2005.

## Sinopsis
Jessica y David Clausen son una pareja que se topa con algo sobrenatural, esto ocurre en una bella casa que heredaron, ubicada en el distrito West Village en Nueva York.